# Woio
Woio (gr. Δήμος Βοΐου, Dimos Woiu) – gmina w Grecji, w administracji zdecentralizowanej Epir-Macedonia Zachodnia, w regionie Macedonia Zachodnia, w jednostce regionalnej Kozani. W 2011 roku liczyła 18 386 mieszkańców. Powstała 1 stycznia 2011 roku w wyniku połączenia dotychczasowych gmin: Siatista, Neapoli, Tsotili i Askio oraz wspólnoty Pendalofos. Siedzibą gminy jest Siatista, a historyczną siedzibą jest Neapoli.